# Ischnoptera peckorum
Ischnoptera peckorum är en kackerlacksart som beskrevs av Roth, L. M. 1988. Ischnoptera peckorum ingår i släktet Ischnoptera och familjen småkackerlackor. Inga underarter finns listade i Catalogue of Life.